# Samu (zen)

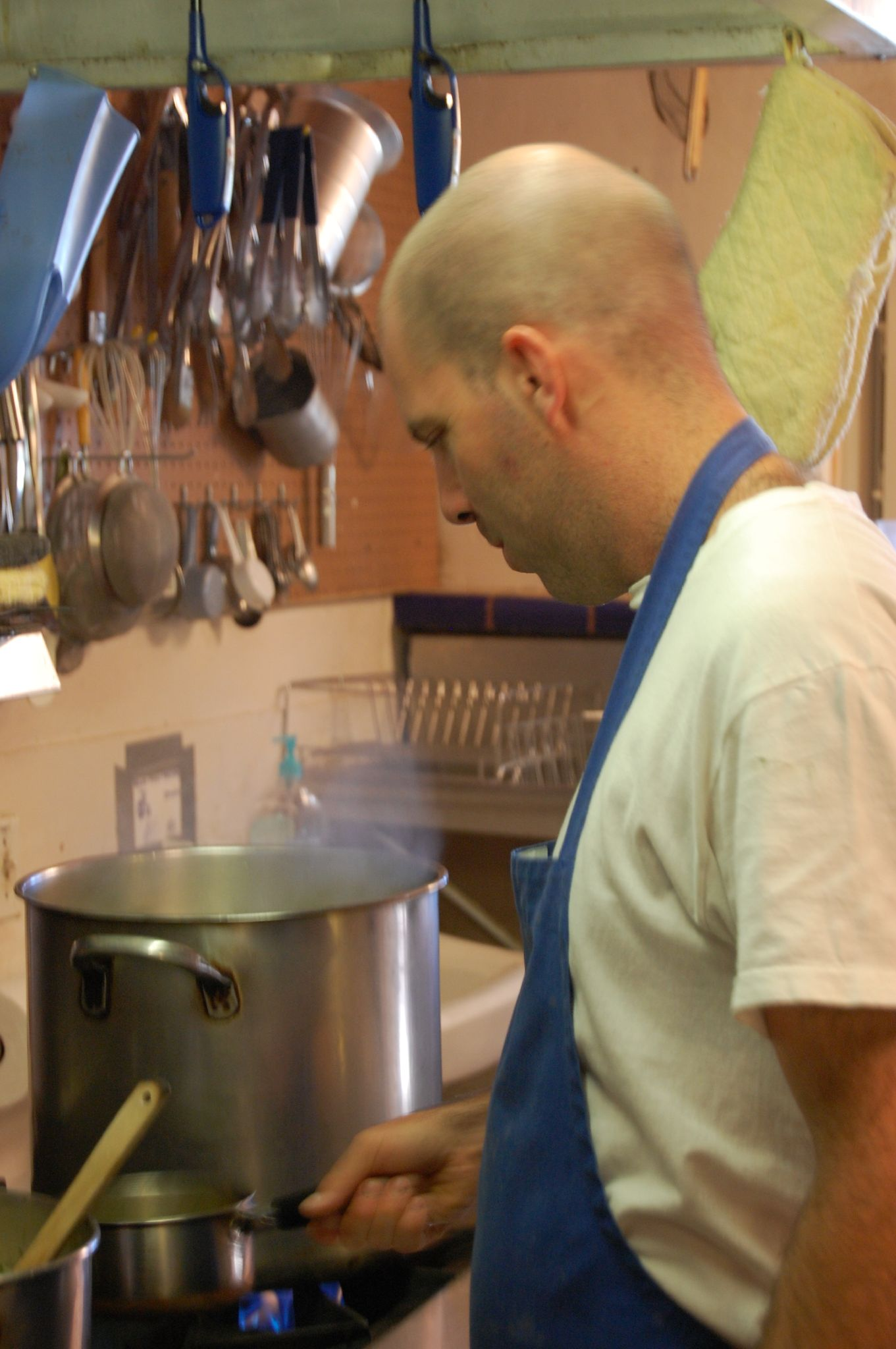
Samu en la cocina

En el budismo zen, samu (作務?) es el acto de meditar mientras se llevan a cabo labores terrenales, generalmente trabajo físico relacionado con el mantenimiento del monasterio. Cuenta la tradición que fue impulsado por Baizhang Huaihai, al que se le atribuye el establecimiento de una serie de reglas para el monasticismo chan o Zen chino. Para estos budistas, trabajar en labores de agricultura les ayudó a sobrevivir a la persecución del emperador Wuzong, sobre todo en comparación con otros monasterios que vivían de donaciones, y por ello estás reglas aún se mantienen con frecuencia hoy en día. De este texto proviene una famosa cita budista, "día sin trabajar, día sin comer").